# Dynamo pourpre
Ne doit pas être confondu avec Alex Nevsky.
La Dynamo pourpre (« Crimson Dynamo » en VO ; en russe : Красный Динамо, « Krasný Dinamo ») est le nom de plusieurs super-vilains successifs évoluant dans l'univers Marvel de la maison d'édition Marvel Comics. La première Dynamo pourpre, Anton Vanko, apparaît pour la première fois dans le comic book Tales of Suspense #46 en octobre 1963.
Le personnage est notamment l'un des ennemis récurrents du super-héros Iron Man.

## Biographie du personnage

### Origines et parcours
Douze hommes et une femme se sont succédé dans l'armure du plus vieil ennemi d'Iron Man.

#### Dynamo Pourpre I: Anton Vanko
Le premier fut Anton Vanko, le scientifique russe qui inventa l'armure (Tales of Suspense #46 (1963)). Savant et génie, Anton Vanko fut affecté à Arsenal Tomska 44, un centre de recherches en Sibérie, où il développa la première version de l’armure de la Dynamo pourpre. Il mit au point diverses armes pour le gouvernement, dont la corne plus tard employée par la Licorne mais surtout il élabora son premier robot de type Dynamo pourpre, avec le soutien d’une large équipe de chercheurs, qui incluait l’expert en propulsion Alex Nevsky et Boris Turgenev.  
Anton finit par suspecter Nevsky d’être un agent du KGB; il commença à détourner son financement afin de mettre au point en secret une seconde version de la Dynamo pourpre. Ce second prototype était doté d’un armement plus lourd, d’une armure plus blindée, de champs de force, de systèmes informatiques plus performants et de la plupart de l’équipement de la première version mais miniaturisé. En revanche, cette version ne disposait pas des capacités de vol que Nevsky avait pu introduire dans la troisième version de la Dynamo. La seconde armure comprenait aussi un système de télécommandes et la faculté de faire appel à une puissance supplémentaire à partir du Dynamo Spoutnik, un nouveau satellite construit selon les spécifications de Vanko et adapté au Projet Dynamo. 
Bien qu’Anton avait raison sur le fait qu’un espion du KGB le surveillait, l’espion était en fait Boris Turgenev et non Alex Nevsky. Turgenev faisait des rapports réguliers et complets conduisant les supérieurs d’Anton à lui demander de tester l’armure de la Dynamo pourpre.  
L'URSS l'envoya affronter le héros américain Iron Man, Avant de partir, Anton plaça le casque de l’armure Mark II dans un entrepôt moscovite et cacha l’essentiel de l’armure dans un entrepôt d’une usine sibérienne, la faisant passer pour un prototype de tracteur. 
Aux États-Unis, Anton sabota plusieurs usines de Stark Industries avant de faire face à Iron Man lui-même; cependant, l’armure d’Iron Man se révéla plus performante que celle de la Dynamo et pouvant voler. Iron-Man triompha aisément en le menaçant de plonger la dynamo dans la mer. Quand Tony Stark lui fit croire que les communistes voulaient l'éliminer après avoir accompli sa mission, Vanko s'enfuit et devint un employé de Stark.

#### Dynamo Pourpre II: Boris Turgenev
Incapable d’oublier la perte de l’un des plus grands scientifiques russes, Les soviétiques ripostèrent en envoyant leur meilleur agent, la Veuve noire et son associé, Boris Turgenev voler l'armure. Turgenev devint donc brièvement la seconde Dynamo et Vanko finit par utiliser un laser expérimental contre l’armure de la Dynamo. L’explosion qui en résulta tua à la fois Turgenev et Vanko, et détruisit la première version de l’armure de la Dynamo pourpre. 
.

#### Dynamo Pourpre III: Alexander Nevsky
L'ancien assistant de Vanko, Alexander "Alex" Nevsky, créa une version améliorée de l'armure et devint la troisième Dynamo. La défection de Vanko avait jeté la suspicion sur tout le reste de son équipe russe. Alexander Nevsky, bras droit de Vanko, se retrouva presque sous mandat d’arrêt, incapable de trouver le moindre emploi. Il finit par fuir à son tour la Russie, trouvant du travail aux États-Unis à Cord Industries sous le pseudonyme d’Alex Niven. Il y mit au point un système d’injection de kérosène pour les fusées mais utilisa son propre temps personnel pour construire la troisième version de l’armure de la Dynamo pourpre ainsi qu’essayer de séduire son employeur, Janice Cord, entrant en cela en rivalité avec Tony Stark, auquel Alex reprochait la chute et la mort de Vanko. A l’époque, Stark avait engagé l’ancien boxeur Eddie March pour le remplacer en tant qu’Iron Man et la Dynamo pourpre essaya de rivaliser avec lui, afin de montrer l’obsolescence du héros en armure. La Dynamo triompha aisément de March, amenant Stark à revêtir une autre armure d’Iron Man. Tandis qu’Alex réparait son armure après sa première bataille, Janice Cord découvrit l’armure et alla le trouver pour demander des explications. Alex lui révéla ses origines et avoua l’aimer mais l’agent du gouvernement russe en armure de l'homme de Titanium (Boris Bullski) les interrompit, ayant été envoyé capturer Niven et ramener la nouvelle armure de la Dynamo pourpre en Russie. Une bataille à trois ne tarda pas à s’engager entre Alex, l'homme de Titanium  et Iron-Man. Janice Cord fut tuée au cours du combat tandis qu’Alex prenait la fuite, promettant de se venger d’Iron Man pour son interférence à laquelle il attribuait la mort de Cord. 
L'homme de Titanium  partit sur les traces d’Alex mais ce dernier réussit à le convaincre de l’accompagner dans sa défection vis à vis de leurs employeurs russes. Le duo finit par arriver au Vietnam, où ils s’associèrent à l'Homme-radioactif (Chen Lu) pour devenir des agents officiels du gouvernement vietnamien sous le nom des Trois Titaniques. Alex améliora sa propre armure et celle de l'homme de Titanium durant cette époque, incorporant des éléments de chaque armure dans l’autre et il vécut dans un confortable exil jusqu’à ce que les Vengeurs ne se rendent à Ho Chi Minh Ville (Saïgon). Le criminel appelé le Slasher manipula brièvement les deux équipes afin qu’elles s’affrontent mais la vraie chute d’Alex fut provoquée lorsqu’il affronta peu de temps après Iron Man dans une ville souterraine expérimentale, causant accidentellement la destruction de la ville en utilisant les armes de Stark. Retournant à Ho Chi Minh Ville, lui et ses partenaires des Trois Titaniques furent rapidement et sévèrement vaincus par le voyageur temporel Kang le Conquérant (Nathaniel Richards) ; les militaires vietnamiens tirèrent parti de leurs blessures et armures endommagées pour faire rapidement arrêter Alex pour la destruction de la cité expérimentale. Alex fut bientôt livré au gouvernement russe. Les Russes confisquèrent l’armure de la Dynamo pourpre. Ayant échoué dans sa tentative de tuer le Vengeur Doré, Nevsky fut assassiné par le KGB. 
Les trois suivants furent tous des agents du KGB : Youri Ivanich Bezukhov, Dimitri Bukharin et Valentin Shatalov. 

#### Dynamo Pourpre IV: Youri Ivanich Bezukhov
Youri Bezukhov était le jeune fils du partenaire de la Veuve noire, Ivan Petrovitch Bezukhov. Quand son père voulut s'exiler aux États-Unis, le KGB fit assassiner sa femme. Et leur fils se cacha. Il fut finalement récupéré par le KGB et formé pour devenir un de leurs assassins d'élite. Pour protéger son identité, ils modifièrent son nom, lui donnant un nom inspiré sur second prénom de son père: Youri Petrovitch. Après avoir reçu l’armure de la Dynamo pourpre confisquée à Nevsky, Youri prit la tête de deux autres agents russes, l'Homme de Titanium (Boris Bullski) et la mutante, sa petite amie, Darkstar (Laynia Petrovna) pour se rendre aux États-Unis, où ils s’associèrent au mercenaire appelé le Griffon (Johnny Horton) afin de retrouver et ramener en Russie trois transfuges : Black Widow, le père de Youri – Ivan Petrovitch – et l’ancien formateur de Romanoff, le commissaire Alexi Brushkin. Youri commença par sauver et brièvement utiliser Ravage (Stuart Clarke) comme instrument pour ses plans mais les Champions de Los Angeles s'interposèrent. Les Russes furent battus. Seul Youri resta libre, décidant de prendre la fuite et regagner la Russie. Furieux de l’échec de Youri, de son incapacité à contrôler sa colère et sa haine envers son père, du fait que Darkstar se rangea du côté des héros américains et était restée aux États-Unis avec les Champions, les supérieurs de Youri lui retirèrent l’usage de l’armure, qui fut confiée à Dimitri Bukharin, et se préparèrent à le juger. Yuri fut envoyé dans un camp de travail.

#### Dynamo Pourpre V: Dimitri Bukharin
Le caporal Bukharin, agent du KGB, reçut l'armure modèle 5 et rejoignit les Super-soldats soviétiques. Dimitri fut associé aux jumeaux mutants Vanguard (Nikolaï Krylenko) et Darkstar (Laynia Petrovna), en dépit de sa propre défiance envers les mutants. Le trio fut envoyé sur la lune afin d’enquêter sur un « œuf » extra-terrestre qui venaient d’y être découvert. Ils aidèrent Iron Man et le Valet de cœur (Jack Hart) à repousser une invasion lancée par les Colonisateurs de Rigel et leur succès conduisit le trio à être associé de manière permanente et officielle au sein des Super-soldats soviétiques. Le groupe fut manipulé par le général Nikolaï Koutzov afin de combattre l’incroyable Hulk (Bruce Banner) et Spider-Man (Peter Parker), puis poursuivit le Surfer d'argent (Norrin Radd) et acquit un quatrième membre en la personne de Grande Ourse (Mikhail Ursus) en affrontant la Présence (Sergeï Krylov) et le professeur Piotr Phobos, une bataille qui conduisit Dimitri à l’hôpital au terme des combats. 
Après que l’équipe eeut affronté le Fantôme rouge (Ivan Kragoff), elle est enlevée par le Grand Maître (En Dwi Ghast) pour participer au Tournoi des Champions, Dimitri fut envoyé seul en mission aux États-Unis, où il se retrouva en conflit avec la Panthère noire (T’Challa) et la Torche humaine (Johnny Storm), ce qui conduisit à son arrestation. Après être rentré en Russie, Dimitri fut doté d’une version géante d’une nouvelle version de l’armure de la Dynamo pourpre, le Mark-IV. Cette armure mesurait environ 2m70 de haut et était dotée d’une force considérablement améliorée. Des rumeurs d’une attaque sur un centre de détention de mutants conduisit à l’intervention de Dimitri sur place, où il dut combattre et fut vaincu par la première équipe de Facteur X. Toutefois, le commandant du camp, Wolfgang Heinreich (Doppelganger), lui-même un mutant, ordonna apparemment à Dimitri de battre en retraite, ce que le caporal accepta. L’armure expérimentale du Mark-IV fut renvoyé à l’usine et Dimitri fut doté d’une version à taille humaine du Mark-IV. 
Les coéquipiers de Dimitri au sein des Super-soldats montraient une attitude de plus en plus méfiante envers les autorités et, en apprenant que Dimitri appartenait au KGB, décidèrent de rompre avec lui, expulsant Dimitri de leur groupe. Ils se réunirent par opportunité afin de capturer le terroriste mutant Magnéto (Max Eisenhardt), qui avait antérieurement détruit une ville russe et Dimitri et les Super-soldats affrontèrent les X-Men et les Vengeurs durant leur traque du maître du magnétisme. Les préjugés anti-mutants de Dimitri rejaillirent au cours des combats, lui aliénant définitivement ses anciens coéquipiers et ils le placèrent sous arrêt quand il coula volontairement un cargo en poursuivant Magnéto. Compte tenu du fait que personne ne trouva la mort dans l’incident et qu’il comptait de toute façon prendre bientôt sa retraite, Dimitri ne fut pas poursuivi et repris du service.
Quand Iron-Man envahit la Russie, il s'attaqua à la Dynamo et au nouvel Homme de Titanium (le Gremlin) durant sa croisade de la « Guerre des armures ». Le pack de neutralisation de Stark fit fondre tous les circuits de la Dynamo pourpre qui dérivaient de la technologie de Stark, renvoyant provisoirement l’armure Mark-IV à la planche à dessin. La mise à la retraite de Dimitri fut de nouveau repoussée car les autorités russes décidèrent que son expérience serait indispensable pour tester la nouvelle armure de la Dynamo pourpre. 
Quand les Super-soldats tentèrent de passer à l’ouest, il fut alors mis à disposition de l'équipe des Sovìets suprêmes (Supreme Soviets (en)), le super-groupe du gouvernement qui devint ensuite le Protectorat du peuple (People's Protectorate (en)) après la chute de l'URSS. Le groupe réunissait la Dynamo pourpre, le Garde rouge (Josef Petkus), Fantasma, Pérun et l'androïde Vostok; le gouvernement envoya les Soviets aux États-Unis sur les traces des transfuges. Après cela, le colonel général Valentin Shatalov du GRU, les services secrets militaires et rival du KGB qui convoitait l’armure de la Dynamo pourpre pour lui-même  renvoya Dimitri aux États-Unis pour une mission perdue d’avance afin de récupérer l’armure du premier homme de Titanium. Cette mission provoqua d’importants dégâts très médiatisés, que Shatalov put exploiter pour obliger Dimitri à abandonner l’armure de la Dynamo pourpre, même si Dimitri eut une dernière occasion de la porter, aux côtés du Protectorat, s’alliant à Alpha Flight et aux Vengeurs contre les terroristes du Corps de la paix.
On lui reprit son armure, mais Dimitri fut doté d’un nouveau type d’armure de combat et un nouveau nom de code, Airstrike. C’est sous cette identité qu’il demeura au sein du Protectorat. Tandis que l’armure d’Airstrike était finalisée, Dimitri porta de nouveau l’armure géante du Mark-IV de la Dynamo pourpre lors d’une mission visant à faire face à Hulk. Lorsque le Protectorat du peuple fusionna avec les Super-soldats pour former la Garde hivernale, les réactions à ses sentiments anti-mutants conduisirent à l’exclusion de Dimitri du groupe mais il demeura l’agent de liaison entre la Garde hivernale et le comité de sécurité du gouvernement russe. Celui-ci renonça à sa carrière héroïque mais reste en contact avec Stark ; ainsi, quand ce dernier dut fuir les États-Unis, poursuivi par Norman Osborn et ses partisans, Dimitri accueillit un temps l’industriel et lui prêta même une ancienne version de l’armure de la Dynamo pourpre pour l’aider dans sa fuite, tout en ignorant les injonctions d’Osborn de lui livrer le fuyard, lui jetant au visage qu’il n’était pas dupe de ses intentions, comme les Américains. 

#### Dynamo Pourpre VI: Valentin Shatalov
Convoitant depuis longtemps l’armure de la Dynamo pourpre, le colonel général Valentin Shatalov du GRU, les services secrets militaires russes, s’arrangea pour charger Dimitri Bukharin d’une mission sans issue pour récupérer l’armure du premier Homme de Titanium. Cette mission provoqua de vastes dégâts extrêmement médiatisés et Valentin put utiliser ce ratage pour obliger Dimitri à lui abandonner l’armure de la Dynamo pourpre. Valentin devint ainsi la nouvelle Dynamo pourpre et fit améliorer l’armure en utilisant la technologie prise sur l’armure de l'Homme de Titanium. Avec l’armure, Valentin espérait ramener la Russie vers un régime communiste et il fonda et prit la tête du groupe Remont 4, comprenant lui-même, l'Homme de Titanium (Boris Bullsky), Firefox (Grigori Andreivitch) et la Licorne (Yegor Balinov). Le groupe se retrouva rapidement opposé aux Super-soldats soviétiques ainsi que les mutants russes des Exilés ; quand ces deux équipes fusionnèrent avec le Protectorat du peuple pour former la Garde hivernale, Valentin réalisa que ses projets étaient voués à l’échec et il renonça à restaurer le régime communiste, laissant Remont 4 se séparer peu après. 
Quelque temps après, un test de combat de routine entre lui-même et le Dévastateur (Gregori Larionov) fut perturbé par une énergie libérée par un adversaire d’Iron Man, Freak Quincy, qui provoqua une permutation intercontinentale des esprits de Stark et Valentin, qui se retrouva dans le corps de Tony Stark. Shatalov permit aussi à Stark de porter son armure de Dynamo pour stopper l'Homme de titanium, devenu fou. Il mit à profit cette situation pour télécharger de vastes quantités de technologies d’Iron Man (et des Entreprises Stark) jusqu’à ce que Stark ne réussisse à inverser les effets de la permutation, ses propres actions (celles menés par Stark dans le corps de Valentin), incriminant Valentin aux yeux du gouvernement russe. Il fut brièvement arrêté par sa propre compagne, le lieutenant colonel Yelena Brement. Cela ne fut qu’un bref revers et quand Stark entama la construction d’une usine en Russie et fut attaquée par l'Homme de Titanium, Valentin, comme la Dynamo pourpre, vint publiquement prendre la défense de l’industriel américain aux commandes d’une nouvelle version de l’armure, le Mark V. Durant le combat, Valentin fut blessé et sa jambe fracturée ; pour préserver l’honneur russe, Stark accepta de porter l’armure de la Dynamo pour reprendre le combat contre l'Homme de Titanium, tandis que Valentin contrôlait l’armement de l’armure à distance. Valentin fut contraint de presque tuer son ancien allié afin de l’arrêter et les rivaux de Valentin au sein du KGB virent là une occasion de lui infliger le sort qu’il avait autrefois infligé à Bukharin, lui retirant l’armure de la Dynamo pourpre. Toutefois, l’armure Mark V n’a plus été vu depuis.
Peu de temps après une nouvelle Dynamo apparut. Dans Heroes Reborn Iron Man (vol. 2), elle fit une rapide apparition – l'armure était un croisement entre la troisième du nom et celle du Mauler. Selon Masters of Evil #1, cette Dynamo était Anton Vanko...

#### Dynamo Pourpre VII: Gregar Valski
Le septième russe à porter l'armure fut Gregar Valski. Au fil des années, des modèles de l’armure de la Dynamo pourpre ou des éléments de sa technologie finirent par arriver sur le marché noir, commençant à circuler dans les milieux criminels, notamment après l’effondrement de l’Union soviétique. C’est ainsi que la version géante du Mark IV, déjà utilisée par Bukharin durant son service comme Dynamo pourpre ou une réplique de cette version, se retrouva entre les mains de Gregar Valski, fidèle partisan du régime soviétique et qui forma une alliance avec le terroriste appelé la Réponse (David Ferrari). Ce dernier l’envoya combattre Captain America (Steve Rogers) et Nick Fury mais, complètement inexpérimenté avec le pilotage de l’armure, Gregar fut rapidement vaincu par les deux Américains. 

#### Dynamo Pourpre VIII: Gennady Gavrilov
Un étudiant de dix-sept ans nommé Gennady Gavrilov trouva par hasard le casque d'un prototype Beta fabriquée par Vanko. Pensant qu'il s'agissait d'un jeu vidéo virtuel, il réveilla l'armure et sema le chaos parmi l'armée russe. Sans que Gennady ne s’en doute, l’armure était également convoitée par un espion français renégat, Alexandre Devereaux, devenu un agent du Konsortium, une organisation clandestine réunissant gangsters, terroristes et autres opposants au gouvernement russe en place. Pendant ce temps, un spécialiste en armement américain, Wayne Jennings, découvrit les soucis de Gennady et contacta Iron Man pour obtenir de l’aide. Faisant face à Devereaux sous l’identité de la Dynamo pourpre, Gennady triompha de ses forces après que Jennings lui avait apporté les gants de Vanko récupérés par Iron Man, mettant terme à la crise de l’armure incontrôlée. Gennady conserva l’armure  ignorant qu’Iron-Man peut la désactiver à distance s’il le décide.
Quelques semaines après, Gennady fut recruté par l’alchimiste Diablo (Esteban de Ablo) afin de récupérer pour lui l’armure du Destructeur dont le sorcier comptait utiliser la magie pour devenir omnipotent. Cependant, les plans de Diablo furent contrés par Iron Man et Thor Odinson, qui purent triompher de la Dynamo pourpre utilisée par Gennady. 

#### Dynamo Pourpre IX
Un inconnu utilisa une version améliorée de l'armure rouge pour affronter les Vengeurs et les Quatre Fantastiques mais il fut blessé et termina à l’hôpital.

#### Dynamo Pourpre X
Peu de temps après, une autre armure de la Dynamo pourpre, présentant des similarités avec le Mark II et le Mark IV modifié par le Bricoleur. Celle-ci fut achetée au marché noir par un voleur de banque anonyme, mais fut battu à New York par Iron Man et livré aux autorités. Ayant retrouvé la liberté, et son armure, il fut engagé par un criminel appelé Sergey Antonov pour l’aider à s’évader durant son transfert. L’opération tourna court par la présence de Daredevil (Matt Murdock), Blindspot (Samuel Chung) et du Punisher (Frank Castle), les deux premiers cherchant à empêcher le troisième de tuer Antonov et tous les trois luttant pour contrer la tentative d’évasion du criminel. Au cours des combats, le Punisher tira sur la Dynamo pourpre venu aider Antonov au moyen d’un bazooka et réussit à percer l’armure, tuant son utilisateur en le brûlant vivant dans l’armure. 

#### Dynamo Pourpre XI
La onzième Dynamo pourpre était un soldat mis en cryostase pour un projet consistant à le réveiller en cas d'explosion nucléaire. Sorti de son bunker oublié par Corona de l'Ordre, il fut tué dans un combat contre Aralune (Becky Ryan).

#### Dynamo Pourpre XII: Boris Vadim
Boris Vadim devint le nouvel utilisateur de l’armure de la Dynamo pourpre après le renvoi de Shatalov. Plutôt que reprendre le Mark V de Shatalov, il fut doté d’une variante du Mark IV. Il fut intégré au sein de la Garde hivernale (Winterguard). Boris Vadim portait l'armure quand l'Abomination fut assassiné en Russie, et la Garde hivernale envoyée pour enquêter. Iron Man (Tony Stark), Doc Samson (Leonard Samson), Miss Hulk (Jennifer Walters) et le général Thaddeus Ross se rendirent également en Russie pour enquêter sur le meurtre. Boris attaqua Iron Man, mais la tension retomba entre les américains présents et les héros russes. Une fois qu’un accord put être trouvé sur l’enquête, les deux groupes se séparèrent, en relativement bons termes. 
Quelques semaines après, quand les Skrulls tentèrent d’envahir la Terre, Boris et la Garde hivernale, combattirent les extra-terrestres en Russie, recevant bientôt l’aide de War Machine (Jim Rhodes). Alors que ses supérieurs refusaient l’aide de l’Américain, Boris et ses coéquipiers décidèrent de passer outre aux ordres et luttèrent avec Rhodes contre les envahisseurs, avant de se séparer en bons termes une fois les Skrulls vaincus. 
Peu après, quand Miss Hulk et les Libératrices intervinrent dans une nation voisine du Marinmer, la Garde hivernale fut envoyée sur place pour chasser les étrangères mais, une nouvelle fois, Boris et ses coéquipiers finirent par se rallier à leurs positions. Après ses deux insubordinations, Boris devint apparemment persona non grata dans son pays et dut se résoudre à chercher l’asile politique aux États-Unis où il fut engagé par le Hulk rouge pour traquer Domino. Il affronta l’équipe d'X-Force venu à la rescousse de la mutante, et fut battu par Archangel. 
Quelque temps après, revenu en grâce, Boris réintégra la Garde hivernale et alla combattre l’ancien espion Igor Drenkov – l’homme responsable de la mutation du premier Hulk – qui avait profondément muté, devenant un monstre carnivore. Igor avait été retrouvé et enlevé par la Présence (Sergei Krylov), qui le ramena en Russie où il transforma Igor en une monstruosité protoplasmique dotée de tentacules après l’avoir exposé aux rayons gammas. Avant que ses coéquipiers le Garde rouge (Anton) et Darkstar (Sasha Roerich) ne puissent vaincre Drenkov, Boris fut dévoré vivant par son ennemi. 

#### Dynamo Pourpre XIII: Galina Nemirovski
Après la mort de Vadim, l’armure de la Dynamo pourpre fut confiée à Galina Nemirovski, considérée comme l’une des meilleurs pilotes de l’armure jusqu’à ce jour, ayant suivi une formation au sein du Projet fédéral de la Dynamo pourpre. Aussitôt intégrée à la Garde hivernale, Galina participa aux combats de son équipe contre Remont 6 puis la Présence (Sergeï Krylov). S’associant aux Agents d’Atlas, elle contribua à repousser une attaque atlante conduite par Krang, avant de faire de nouveau face à la Présence, tout en empêchant le retour des Spectres noirs (en) (« Dire Wraiths ») sur Terre. Mais, l’insubordination de Galina, déjà constatée lors de ces missions, finit par conduire les supérieurs de la Garde hivernale à la renvoyer de l’équipe.
Par la suite, motivée désormais par un sentiment de revanche, Galina fut recrutée par le Mandarin et Ezekiel Stane, rejoignant plusieurs ennemis d’Iron Man (Tony Stark) afin de participer à un plan visant à détruire le héros. Si plusieurs de ces criminels furent modifiés cybernétiquement pour améliorer leurs capacités, Galina se vit seulement doter d’une version améliorée de l’armure de la Dynamo pourpre, devenant l’Ultra-Dynamo. Après la défaite du Mandarin, Galina disparut de la circulation ; ses activités actuelles sont inconnues. 

### Le retour de Bukharin
Après la disparition ou le renvoi de ses successeurs, Dimitri fut de nouveau sollicité pour reprendre l’armure de la Dynamo pourpre, réintégrant les rangs de la Garde hivernale, où il retrouva ses anciens coéquipiers des Super-soldats. Peu après son retour, la Garde hivernale tenta de capturer le groupe de génies criminels appelé l’Intelligencia mais fut projeté dans l’espace par le Canon Zéro de l’organisation. Échappant à la mort, Dimitri abandonna une nouvelle fois son identité de la Dynamo pourpre, se retirant dans les montagnes de l’Oural. Les autorités russes reprirent contact avec lui lors de la décision de restaurer la Garde hivernale en réaction à des tensions globales accrues, avec la présidence de la Panthère noire (T’Challa) sur les Vengeurs et l’apparition des Défenseurs des profondeurs de Namor qui visaient à chasser les humains des océans, une mission qui commença par l’attaque d’un sous-marin russe dans la Mer noire. Malgré ses réticences, Dimitri accepta de porter l’armure et prendre la tête du groupe qui partit aussitôt intercepter les Défenseurs des profondeurs, dont l’attaque sur Hydropolis avait déjà attiré les Vengeurs sur place. Bien qu’initialement, la Garde hivernale et les Vengeurs unirent leurs efforts contre Namor et ses alliés, Dimitri éliminant lui-même Manowar, les dissensions au sein de la Garde déclenchèrent un conflit avec les Vengeurs, que les Défenseurs mirent à profit pour prendre la fuite. On revit Dimitri Bukharin porter l'armure de la Dynamo pourpre quand il aida War Machine à repousser des soldats Skrulls. Il fuit ensuite aux États-Unis, et est engagé comme homme de main par le Hulk rouge. Red Widow, nouvelle recrue de la Garde, obligea Dimitri à accepter de cesser le combat et regagner la Russie. Dimitri et la Garde ne tardèrent pas à se retrouver de nouveau opposés aux Vengeurs quand la Légion des morts-vivants du Colonel de l’ombre (Xarus) attaquèrent Dracula et ses vampires ; au cours des combats, la Légion sembla éliminer la majorité des membres de la Garde, dont Dimitri lui-même, mais les décès des héros russes restent à confirmer.

## Pouvoirs et capacités
La Dynamo pourpre est revêtue d'une armure blindée de couleur pourpre.
- La première armure de la Dynamo pourpre possédait un générateur Vanko de première génération, capable de perturber les systèmes électriques dans son voisinage. Elle pouvait également projeter des décharges électriques, permettait à son utilisateur de soulever environ 1 tonne et était capable de voler. Elle était en revanche relativement peu isolée, ce qui la rendait vulnérable aux courts-circuits dès lors qu’elle était exposée à l’eau. Elle mesurait 1m80 de haut et pesait 105 kg.

- La version Beta de l'armure de la Dynamo pourpre créée par Anton Vanko est très lourde et blindée, ce qui lui permet de résister aux tirs d'armes conventionnelles.L'armure peut s'aimanter à tout objet métallique et se sert des forces magnétiques pour se déplacer très rapidement. Cependant, elle ne vole pas, à la différence des autres armures de la Dynamo pourpre. Elle est armée de lasers et de générateurs de rayon de force et peut créer une impulsion électromagnétique sur 30 km. L'armure possède un ordinateur et peut s'activer, combattre et se déplacer vers un signal donné de manière autonome, comme le ferait un robot de combat.

- l'armure Mark III de la Dynamo pourpre mesurait 1m95 de haut et pesait 260 kg et était équipée d’un générateur Vanko de faible capacité, pouvait projeter des décharges électriques et de force à partir de ses doigts et des décharges énergétiques à partir des paumes de ses gants. L’armure pouvait aussi émettre un rayon tracteur électromagnétique et possédait un projecteur de fumée noire, afin de pouvoir dissimuler sa fuite. L’armure était dotée d’une grande variété de détecteurs, dont des lentilles à infrarouge. Elle permettait à son utilisateur de soulever environ 8 tonnes et était extrêmement résistante aux dégâts ; elle possédait sa propre réserve interne d’atmosphère standard, permettant à son utilisateur de survivre dans le vide, le froid extrême et tout autre environnement hostile. Bien qu’initialement incapable de voler, Alex Nevsky rajouta cette faculté à l’armure après son premier affrontement avec Iron Man.

- L’armure de la Dynamo pourpre Mark IV fut principalement développée par le Gremlin (Kondrati Topolov), initialement très largement influencé par de la technologie Stark, notamment les rayons répulseurs. Cependant, la technologie Stark fut totalement purgée des systèmes du Mark IV durant la Guerre des armures par le pack de neutralisation développé par Stark. L’armure mesure 2m de haut et pèse 190 kg. Parmi les armes dont elle est dotée, figurent des missiles montés sur les épaulières, des lasers palmaires, des décharges de plasma, des décharges électriques à haute fréquence et un rayon tracteur magnétique. Elle est construite en un alliage de carborundum (du carbure de silicium) et peut voler pour atteindre la vitesse de 175 km/h et permet de soulever environ 70 tonnes. Elle peut émettre une charge électrique d’environ un million de volts. Sur les recommandations de Valentin Shatalov, elle fut dotée de la technologie de l'homme de Titanium, permettant de convertir instantanément l’armure en un fac-similé d’une carte de crédit.

- La version géante du Mark IV mesurait 2m80 de haut et pesait 570 kg et était dotée d’une protection proportionnellement plus grande. Elle permettait de soulever environ 90 tonnes. Elle était vraisemblablement dotée des versions rudimentaires des armements des précédentes versions de l’armure (y compris les éléments issus de la technologie Stark, qui ne fut jamais purgé des systèmes de l’armure), bien que la capacité réelle de ces armements demeurent à établir.

- Le Mark V de Shatalov fait appel aux meilleurs éléments du projet Dynamo pourpre mais aussi de l’armure de l'homme de Titanium et certains éléments conceptuels utilisés pour l’armure d’Iron Man. Ses armes principales consistent un générateur Vanko extrêmement puissant et un rayon à fusion monté dans le poitrail de l’armure. dotée d’une technologie matricielle, elle permet à son utilisateur de soulever environ 75 tonnes. Elle mesure 1m95 de haut et pèse 110 kg.

## Apparition dans d'autres médias
Interprété par Evguéni Lazarev dans l'univers cinématographique Marvel
- 2010 : Iron Man 2 réalisé par Jon Favreau. — Anton Vanko est, dans cette version, un physicien soviétique étant passé à l'Ouest en 1963 et ayant travaillé avec Howard Stark sur la conception du réacteur ARK. Accusé d'espionnage, Anton fut expulsé des États-Unis en 1967 et mourut dans la misère à Moscou. Son fils, Ivan, décide alors de se venger de la famille Stark en devenant le super-vilain Whiplash, ce qui fait d'Anton une adaptation de deux personnages de comics : la Dynamo Pourpre et Igor Vanko, le père d'un des super-vilains ayant incarné Whiplash. Cependant, Anton n'utilise jamais le nom de « Dynamo Pourpre » dans le film et ne porte pas d'armure.

### Télévision
Interprété par Costa Ronin dans l'univers cinématographique Marvel
- 2015-2016 : Agent Carter (série télévisée) :

Anton Vanko y apparaît bien plus jeune, la série se déroulant en 1946 (soit plusieurs années avant sa disgrâce).

#### Séries d'animation
- 2009-2012 : Iron Man: Armored Adventures (épisode « Iron Man vs. Crimson Dynamo ») :

Dans cette version, Ivan Vanko est un astronaute russe possédant une armure indestructible pour participer au projet « Pégase », visant à se rendre à l'intérieur du Soleil. Mais la mission échoue et il est abandonné dans le Soleil. Après des années, il parvient à revenir sur Terre pour se venger de l'homme qui l'a abandonné. Iron Man parvient toutefois à l'intercepter.
- 2010-2012 : Avengers : L'Équipe des super-héros :

La Dynamo Pourpre apparaît dans quelques épisodes de la série, principalement en tant que membre des Maîtres du mal.